# قرية المشاش (النقب)
المشاش، هي قرية فلسطينية في النقب، غير معترف بها، تقع على بعد 16 كيلومتر من مدينة بئر السبع بين قرية تل الملح وبئر الحمام. سُمّيت بئر المشاش على اسم البئر الذي كان في عهد الأتراك، على رغم وجود مصادر المياه الأخرى التي استعملها أهل القرية في الماضي وهم يستخدمون البئر حتّى اليوم.

## سُكّان القرية
تضمّ القرية حوالي 1000 نسمة من عدّة عائلات: الوقيلي، أبو سيطة، الفريحات، أبو سكيك، أبو معمر وعائلات أخرى. سكن سكّان القرية في الماضي في الخيام، ومع مرور الأيّام سكنوا خيامًا من الصفيح وأكواخًا خشبيّة.
أمّا بالنسبة لطبيعة عمل أهل القرية فيميل بعضهم للعمل في تربية المواشي، الزراعة وإدارة الأعمال المستقلّة. وهناك عدد كبير من السكّان عاطلون عن العمل.

## خدمات أساسية
أهالي القرية محرومون من الخدمات الأساسيّة مثل: الخدمات الصحّيّة، الكهرباء، المياه، الخدمات الاجتماعيّة والتعليم. ولكنّهم وجدوا حلولا بديلة مثل: إنتاج الكهرباء من خلال المولّدات، السفر إلى بئر السبع ضمن عشرات الكيلومترات لتلقّي العلاج الطبّيّ.
  في سنة 2005-2006 افتتحت في القرية مدرسة ابتدائيّة حديثة، حيث توفّر على طلّاب الابتدائيّة والمتوسّطة السفر بالحافلات إلى مدرسة الأعسم في قرية أبو تلول. أمّا طلّاب الثانويّة فيضطرّون للسفر إلى شقيب السلام، وعرعرة النقب لتلقّي تعليمهم ممّا زاد معدّلات التسرّب.
إحدى العائلات المحتاجة من القرية حظيت بمساعدة من قبل "مؤسّسة النقب للأرض والإنسان"، حيث قامت بإعادة بناء البيت وذلك بعد معاناة مستمرّة لأكثر من خمسة عشر عامًا، عاشت فيها العائلة في ظروف سيّئة جدّا وأوضاع معيشيّة قاسية، بسبب منعهم من بناء بيت جديد لهم، ومطاردة الدوريّات لأهالي القرية ومنعهم من بناء بيوتهم، بما يتلاءم بعدد أفراد الأسرة.
  وقد تفقّدت إدارة المؤسّسة البيت واطّلعت على سير العمل، واستمعت إلى الأهل الذين عبّروا عن استيائهم من طبيعة الحياة وصعوبة العيش في بيوت الصفيح الحارّة جدّا صيفًا، كذلك ضيق المسكن للعائلة التي يتجاوز معدّل أفرادها العشرة في غرفتين أو ثلاثة من الخشب أو الصفيح.